# Topher Grace

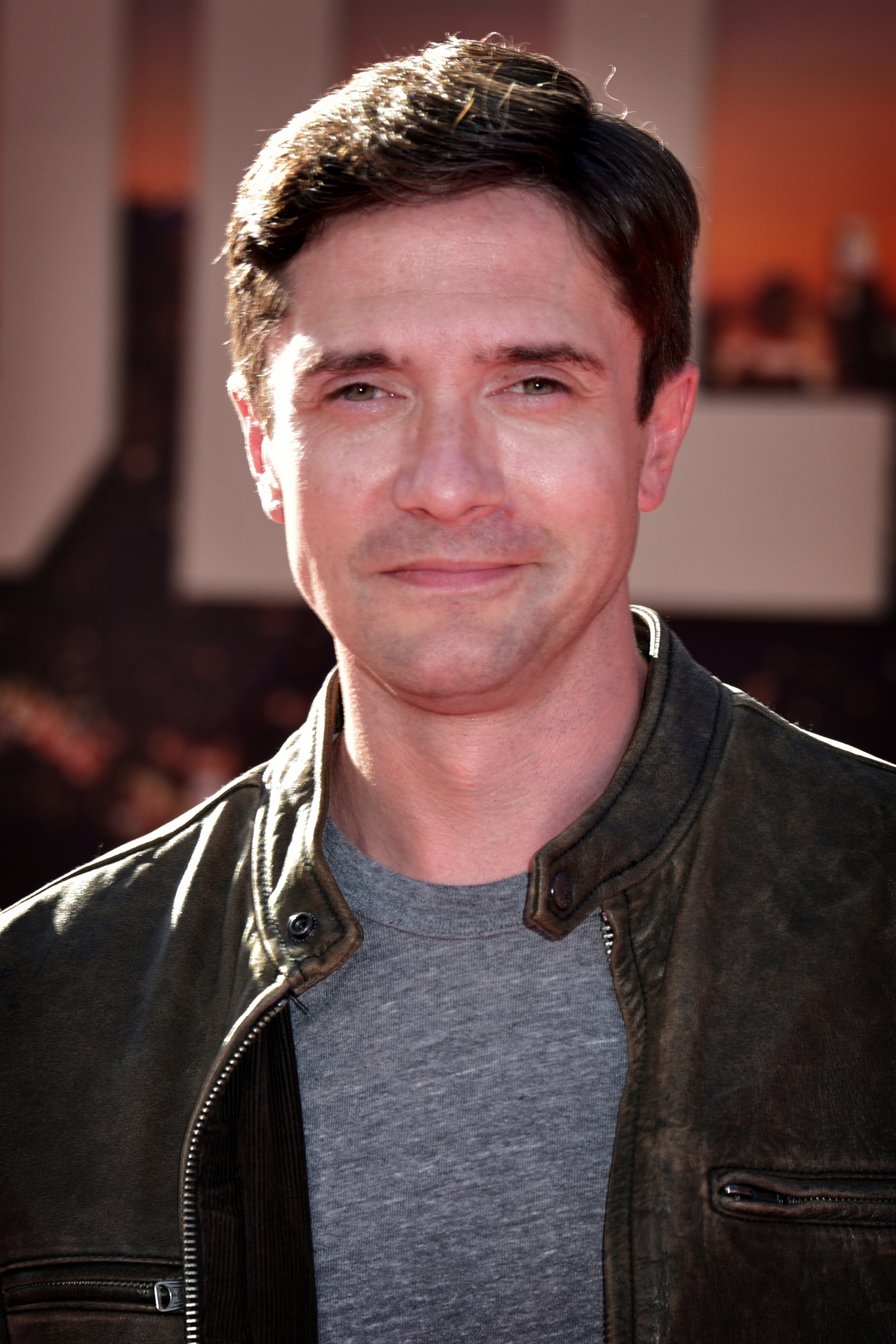
Topher Grace (2019)

Christopher John „Topher“ Grace [ˌtɔˑ.fɐ.ˈɡɹæɪːs] (* 12. Juli 1978 in New York City) ist ein US-amerikanischer Schauspieler, der durch die Rolle des Eric Forman in der Sitcom Die wilden Siebziger bekannt wurde.

## Leben
Topher Grace wurde als Sohn von John und Patricia Grace in New York City geboren, wuchs aber in Darien, Connecticut, auf. In Massachusetts, wo er zur Schule ging, begann er in High-School-Musicals zu schauspielern. Weil er nicht gerne „Chris“ genannt wurde, ließ er sich im Laufe der Schulzeit in „Topher“ umbenennen. Er besuchte danach die prestigeträchtige Brewster Academy in Wolfeboro, New Hampshire und die University of Southern California. 1998 verließ er die Uni, weil er von Bonnie und Terry Turner für ihre Sitcom Die wilden Siebziger besetzt wurde. Da deren Tochter dieselbe High School besuchte wie Grace, waren sie auf ihn aufmerksam geworden, als er für die Schule die Hauptrolle im Stück A Funny Thing Happened on the Way to the Forum spielte.
Seine ersten kleineren Filmrollen bekam Topher Grace als Drogensüchtiger in Steven Soderberghs Traffic – Macht des Kartells (2000) und eine kleine Nebenrolle in Ocean’s Eleven (2001). Später sollten dann Filme mit größeren Rollen folgen, so 2003 in Mona Lisas Lächeln, 2004 in Total verknallt in Tad Hamilton sowie Ocean’s 12 mit einem Gastauftritt. In der Komödie Reine Chefsache spielte er im selben Jahr seine erste Hauptrolle neben Dennis Quaid. Er war zudem Gastgeber von Saturday Night Live am 15. Januar 2005. Im Blockbuster Spider-Man 3 spielte er zum ersten Mal einen Bösewicht, Venom. Der Film erschien 2007. 2010 war Grace in Valentinstag und Predators zu sehen. Es folgten weitere Film- und Fernsehauftritte. Sein Schaffen umfasst mehr als 50 Produktionen.
Im Mai 2016 heiratete Grace seine Verlobte Ashley Hinshaw. Am 1. November 2017 wurden die beiden Eltern einer Tochter.

## Filmografie (Auswahl)
- 1998–2006: Die wilden Siebziger (That ’70s Show, Fernsehserie, 179 Folgen)
- 2000: Traffic – Macht des Kartells (Traffic)
- 2001: Ocean’s Eleven
- 2003: Mona Lisas Lächeln (Mona Lisa Smile)
- 2004: Total verknallt in Tad Hamilton (Win a Date with Tad Hamilton!)
- 2004: Ocean’s 12 (Ocean’s Twelve)
- 2004: P.S. – Liebe auf Anfang (P.S.)
- 2004: Reine Chefsache (In Good Company)
- 2007: Spider-Man 3
- 2010: Valentinstag (Valentine’s Day)
- 2010: Death Bed Subtext
- 2010: Predators
- 2011: Take Me Home Tonight
- 2011: Crocodile Tears
- 2011: Too Big to Fail
- 2011: The Double – Eiskaltes Duell (The Double)
- 2013: The Big Wedding
- 2014: The Calling – Ruf des Bösen (The Calling)
- 2014: Interstellar
- 2014: Playing It Cool
- 2015: American Ultra
- 2015: Der Moment der Wahrheit (Truth)
- 2016: Opening Night
- 2017: War Machine
- 2018: BlacKkKlansman
- 2018: Under the Silver Lake
- 2019: Love, Death & Robots (Fernsehserie, Episode 1x16)
- 2019: Breakthrough – Zurück ins Leben (Breakthrough)
- 2019: Black Mirror (Fernsehserie, Episode 5x02)
- 2020: Irresistible – Unwiderstehlich (Irresistible)
- 2023: Die wilden Neunziger (That '90s Show, Fernsehserie, Episode 1x01)
- 2024: Heretic
- 2025: Flight Risk

## Synchronsprecher
Zum Großteil wird Topher Grace in der deutschen Fassung seiner Filmauftritte von dem Synchronsprecher Timmo Niesner vertont. In seiner bekanntesten Rolle als Eric Forman in Die wilden Siebziger und dem Nachfolger Die wilden Neunziger wird er jedoch von Johannes Raspe gesprochen.